# Хенераль-Родригес (округ)
Округ Хенераль-Родригес (ісп. General Rodríguez) — адміністративно-територіальна одиниця 2-ого рівня у провінції Буенос-Айрес в центральній Аргентині. Адміністративний центр округу — Хенераль-Родригес (ісп. General Rodríguez).
Населення округу становить 87185 осіб (2010). Площа — 360 кв. км.

## Історія
Округ заснований у 1878 році.

## Населення
У 2010 році населення становило 87185 осіб. З них чоловіків — 43221, жінок — 43964.

## Політика
Округ належить до 1-ого виборчого сектору провінції Буенос-Айрес.